# 松平信璋
松平 信璋（まつだいら のぶあき）は、三河吉田藩第6代藩主。松平伊豆守系大河内松平家10代。

## 生涯
文政10年8月9日、旗本松平信敏の嫡子として江戸で生まれる。天保15年（1844年）11月20日、本家の松平信宝の婿養子となり（信宝はすでに10月17日に死去）、同月22日に呉服橋内上屋敷へ移り、信璋と改名する。
弘化元年（1844年）12月29日に家督を相続し、遺領7万石を継ぐ。弘化3年（1846年）12月16日、従五位下・伊豆守に叙任される。このころの吉田藩は約29万8千両もの莫大な借財を抱えていたため 、信璋は自ら財政改革に乗り出し、嘉永元年（1848年）9月に藩士の引米を再強化した。さらに吉田城内の大書院に御用達を集めて新規の御用金を依頼したほか、吉田城下の町役人・領内の村役人を集めて財政改革への協力を要請した。しかし、嘉永2年（1849年）7月27日（表向きには9月24日死去と公表）に改革の志半ばで死去した。享年23 。子がなかったため、越前鯖江藩主間部詮勝の次男の理三郎（信古）を妻・貞姫（房姫と改名）の婿に迎えた。

## 藩内の対立
信璋は初めて分家から養子に入ってきた藩主であったため、藩士から軽視されていた。特に実父の兵庫頭信敏は「兵てき」と呼ばれ、批判の的にされた。この背景には、財政改革を巡る吉田藩家中の上層部とその他の藩士の対立があったと言われる。また、嘉永2年に帰国の暇を賜ったが、帰国が延期されると、信璋が江戸の重臣たちによって6か月近くも藩邸に閉じ込められているという噂が立つなど、深刻な家中対立に陥っていた。

## 系譜
父母
- 松平信敏（実父）
- 妙相院（実母） - 土岐朝旨の娘
- 松平信宝（養父）

正室
- 貞 - 松平信宝の養女、松平信順の娘

養子女
- 大河内信古 - 間部詮勝の次男
- 大河内房子 - 大河内信古室、松平信順の娘